# Me and My Gang
Me and My Gang é o quarto álbum de estúdio da banda country norte-americana Rascal Flatts, lançado em abril de 2006.
Versões posteriores do álbum passaram a incluir a música "Life Is a Highway", originalmente escrita e gravada por Tom Cochrane em 1991, mas regravada pela banda em 2006 para o filme Carros da Disney/Pixar.

## Lista de faixas
| Me and My Gang (Versão Original) |                             |                                                           |         |  |
| N.º                              | Título                      | Compositor(es)                                            | Duração |  |
| 1.                               | "Stand"                     | Blair Daly · Danny Orton                                  | 3:28    |  |
| 2.                               | "What Hurts the Most"       | Steve Robson · Jeffrey Steele                             | 3:34    |  |
| 3.                               | "Backwards"                 | Marcel · Tony Mullins                                     | 3:48    |  |
| 4.                               | "I Feel Bad"                | Neil Thrasher · Wendell Mobley · Jason Sellers            | 3:18    |  |
| 5.                               | "My Wish"                   | Steele · Robson                                           | 4:08    |  |
| 6.                               | "Pieces"                    | Monty Powell · Jay DeMarcus · Joe Don Rooney · Gary LeVox | 0       |  |
| 7.                               | "Yes I Do"                  | Wally Wilson · Jimmy Yeary                                | 4:16    |  |
| 8.                               | "To Make Her Love Me"       | Thrasher · Mobley · DeMarcus                              | 4:08    |  |
| 9.                               | "Words I Couldn't Say"      | Robson · Tammi Kidd · Gregory Becker                      | 4:35    |  |
| 10.                              | "Me and My Gang"            | Steele · Mullins · Jon Stone                              | 3:37    |  |
| 11.                              | "Cool Thing"                | Thrasher · Mobley · Rooney                                | 3:51    |  |
| 12.                              | "Ellsworth"                 | Thrasher · Monkey · Michael Dulaney                       | 4:01    |  |
| 13.                              | "He Ain't the Leaving Kind" | Thrasher · Dulaney                                        | 4:33    |  |
| Duração total:                   | Duração total:              | Duração total:                                            | 51:31   |  |

| Faixa Bônus    |                     |                |         |  |
| N.º            | Título              | Compositor(es) | Duração |  |
| 14.            | "Life Is a Highway" | Tom Cochrane   | 4:36    |  |
| Duração total: | Duração total:      | Duração total: | 56:07   |  |

| Faixa Bônus da Best Buy |                         |                                        |         |  |
| N.º                     | Título                  | Compositor(es)                         | Duração |  |
| 14.                     | "Fast Cars and Freedom" | LeVox · Neil Thrasher · Wendell Mobley | 4:23    |  |
| Duração total:          | Duração total:          | Duração total:                         | 55:54   |  |

| Faixas Bônus da Target |                               |                                             |         |  |
| N.º                    | Título                        | Compositor(es)                              | Duração |  |
| 14.                    | "Love You Out Loud" (ao vivo) | Brett James · Lonnie Wilson                 | 3:06    |  |
| 15.                    | "Mayberry" (ao vivo)          | Arlos Smith                                 | 4:22    |  |
| 16.                    | "These Days" (ao vivo)        | Steve Robson · Jeffrey Steele · Danny Wells | 5:57    |  |
| Duração total:         | Duração total:                | Duração total:                              | 13:05   |  |